# 国鉄V11形コンテナ
国鉄V11形コンテナ（こくてつV11がたコンテナ）は、日本国有鉄道（国鉄）が1968年（昭和43年）度に製造した、鉄道輸送用一種規格（約11 ft）通風コンテナである。

## 概要
1968年（昭和43年）度に東急車輛製造と富士重工業にて95個が製作された。
前級であるV10形とは異なりクレーン荷役に対応している。扉位置は片側妻面の1か所のみである。通風口は縦50mm、横120 mmのサイズのものが車体4面に合計328個配置され、シャッター機構による閉開機能を備え有蓋コンテナとしても使用可能な構造であった。
寸法関係は全長3,238 mm、全幅2,298.4 mm、全高2,345.2 mm、荷重5 t、自重1.6 t、容積13.6 m3である。
1985年（昭和60年）度に最後まで使用された4個が廃止され形式消滅した。